# لانس بيرسون
لانس بيرسون (1937 في نيوزيلندا - ) (بالإنجليزية: Lance Pearson)‏ هو لاعب كريكت نيوزلندي.

## وصلات خارجية
- لانس بيرسون على موقع إي آس بي آن كريك إنفو (الإنجليزية)